# ريتشارد درايدن
ريتشارد درايدن (بالإنجليزية: Richard Dryden)‏ هو لاعب كرة قدم ومدرب كرة قدم بريطاني، ولد في 14 يونيو 1969 في Stroud ‏ في المملكة المتحدة. لعب مع برمنغهام سيتي وستوك سيتي وسويندون تاون ومانشستر سيتي ونادي إكزتر سيتي ونادي بريستول روفيرز ونادي بريستول سيتي ونادي بليموث أرجايل ونادي تاموورث ونادي ساوثهامبتون ونادي سكاربورو ونادي لوتون تاون ونادي نورثامبتون تاون ونوتس كاونتي.

## وصلات خارجية
- ريتشارد درايدن على موقع قاعدة بيانات كرة القدم.إي يو (الإنجليزية)
- ريتشارد درايدن على موقع Soccerbase.com (لاعب) (الإنجليزية)
- ريتشارد درايدن على موقع عالم كرة القدم.نت (الإنجليزية)